# 加查乌头
加查乌头（学名：Aconitum chiachaense）为毛茛科乌头属下的一个种。

## 扩展阅读
維基物種上的相關：加查乌头